# Tzedek
Pour plus de détails, voir Fiche technique et Distribution.
Tzedek est un film français réalisé par Marek Halter, sorti en 1994.

## Synopsis
Ce film documentaire s'intéresse à l'Holocauste du point de vue des Juste parmi les nations.

## Fiche technique
- Titre : Tzedek
- Réalisation : Marek Halter
- Scénario : Clara Halter et Marek Halter
- Musique : Laurent Grynszpan
- Photographie : Hugues de Haeck
- Production : Marek Halter
- Société de production : Sara Films et Vega Film
- Société de distribution : Ciné Classic (France)
- Pays :  France et  Suisse
- Genre : documentaire
- Durée : 150 minutes
- Dates de sortie : 
  -  France : 30 novembre 1994

## Distinctions
Le film a été nommé au César du meilleur film à caractère documentaire en 1995.